# Rádio Brasil
Rádio Brasil é um álbum de estúdio do cantor Netinho, lançado em 1998 pela Polygram. Esse álbum vendeu mais de 100 mil cópias e sendo certificado com Disco de Platina pela ABPD.